# 議会と自治体
議会と自治体（ぎかいとじちたい）は、日本共産党中央委員会の月刊機関誌である。地方自治体行政と地方議会における問題点や各取り組みについての論説を行う。日本共産党中央委員会出版局発行。

## 概説
地方自治に関する諸問題をメインテーマとする。具体的には災害、社会保障、環境、在日米軍問題などである。日本共産党幹部や同議員の他、市民運動家の寄稿も少なくない。主たる読者層は同党所属の地方議員で、同地方議員が執筆したり地方議員向けの記事もある。
価格は794円（税込）。直販・定期購読の他、日本国内の一般書店、日本書を扱う主要ネット書店でも取り扱う。政務調査費の支出対象としては日本共産党所属議員には認めていない自治体がある。

## 略史
旧「議会と自治体」
- 1959年10月 - 「議会と共産党」として創刊
- 1962年2月 - 「議会と自治体」に改題
- 1980年7月 - 「暮らしと政治」に改題
- 1993年3月 - 第426号を以って廃刊

現「議会と自治体」
- 1998年6月 - 「議会と自治体」復刊1号刊行